# ブローニュ宣言
エスペラントに関する宣言(エス語:La Deklaracio pri Esperanto) はエスペラント運動のあり方について定義している文章である。1905年にフランスのブローニュ＝シュル＝メールで開催された第1回世界エスペラント大会の出席者によって承認された。一般にはブローニュ宣言（Bulonja Deklaracio)と呼ばれる。

## 宣言の要旨
ブローニュ宣言は5条からなる。以下はそれぞれの条文の要旨である。
1. エスペラント主義(Esperantismo)とは、さまざまな言語の人々の相互理解のために奉仕する中立な言語の使用を世界中に広めることである。
2. 国際語になることができるのは人工言語だけで、完全に生き生きとして、すべての関係において最も有用なものとして現れたのは、エスペラントだけである。
3. この言語の作者は言語に関する全ての権利を放棄し、全世界にそれを譲渡する。
4. 永久に強制的で、全てのエスペランティストたちに対する唯一の基礎はエスペラントの基礎である。
5. エスペランティスト(Esperantisto)とは使用者がそれを使う目的に全く関係なく、エスペラントを知り、使用する者全てを指す。

## 解説
第一条ではエスペラント運動のあり方のついて示している。異なる言語を話す人々の間での相互理解を図る国際補助語(いわゆる「橋わたし言語」）としてのエスペラントの使用拡張を、推進する運動として定義している。続けて、「それぞれの民族の生活に入り込んだり、民族語にとって代わって、民族語を排除することを目的としてならない」として、民族語と共存、共栄する方針を示している。
第三条ではエスペラントの創始者のザメンホフがエスペラントに関する個人的な権利を放棄することが定義されている。これはエスペラントがパブリックドメインに属していることを定義しており、それを使いたい人なら誰でも使うことができるということである。パブリックドメインに属することは国際補助語としては当然の条件といえるかもしれないが、ヴォラピュクは創始者のシュライヤーが権利を手放さず、勝手に文法を変えたりした。
第四条ではエスペランティストにとっての基礎を「エスペラントの基礎」だけとすることを定義している。この「エスペラントの基礎」には、基礎的な文法事項・辞書・簡単な例文が書かれてある。エスペランティストは、エスペラントの安定性のために、これを守ることが勧められている。
第五条でエスペランティストを、「エスペランティストとは、使用者がそれを使う目的に全く関係なく、エスペラントを知り、使用する者全てを指す。全てのエスペランティストにとって、なんらかの活動しているエスペランティストの会に所属することは推奨すべきであるが、強制であってはならない。」と定義している。「それを使う目的に全く関係なく」という文言は、エスペラントの使用目的を制限せず、自由に使えるということを意味している。
（この文章は英語版のDeclaration_of_Boulogneを訳したものにエスペラント版のDeklaracio pri Esperantoを訳したものを加え、解説を加えたものである。）